# Part II (Lil Jon & the East Side Boyz)
Part II è il sesto disco registrato da Lil Jon.
In Part II vi sono registrati i successi del disco Kings of Crunk tra i quali ricordiamo "Get Low" o anche "Throw It Up" inoltre vi sono anche delle tracce create appositamente per il disco e in allegato al CD vi è un DVD con degli inserti speciali.
Part II è un album di 4 brani remix che hanno avuto successo i già citati Throw It Up e Get Low più un ulteriore remix di quest'ultimo in versione Merengue, e Put Yo Hood Up con la partecipazione di Chyna Whyte, Jadakiss, Petey Pablo e Roy Jones.

## Tracce [Disco 2]
| # | Titolo                    | Compositore\i                                                      | Produttore\i | Collaboratore\i                                     | Durata |
| - | ------------------------- | ------------------------------------------------------------------ | ------------ | --------------------------------------------------- | ------ |
| 1 | "Get Low [Remix]"         | D. Holmes, E. Jackson, J. Smith, O. Bryan, S. Norris, Trevor Smith | Lil Jon      | Busta Rhymes, Elephant Man & Ying Yang Twins        | 5:09   |
| 2 | "Get Low [Merengue Mix]"  | D. Holmes, E. Jackson, H. Diaz, J. Smith, L. Diaz, S. Norris       | Lil Jon      | Pitbull & Ying Yang Twins                           | 4:03   |
| 3 | "Get Your Wheight Up"     | C. Harris, J. Smith, J.C. Phillips, P. Smith                       | Lil Jon      | 8 Ball & T.I.                                       | 4:41   |
| 4 | "Throw It Up [Remix]"     | C. Mansell, D. Brown, D. Prince, J. Smith, M. Troy, S. Norris      | Lil Jon      | Pastor Troy & Young Buck                            | 6:16   |
| 5 | "Put Yo' Hood Up [Remix]" | Barrett, M. III, J. Smith, J.C. Phillips, S. Martin, S. Norris     | Lil Jon      | Jadakiss, Petey Pablo, Chyna Whyte & Roy Jones, Jr. | 5:11   |
| 6 | "What They Want"          | D. Holmes, E. Jackson, J.J. Campbell, S. Martin                    | Lil Jon      | Chyna Whyte & Ying Yang Twins                       | 3:36   |
| 7 | "Dirty Dancin"            | C. P. Love, J. Smith, R. McDowell, T. Sanders                      | Lil Jon      | Oobie                                               | 5:21   |

## Tracce [DVD]
| # | Titolo                                                         | Supporto |
| - | -------------------------------------------------------------- | -------- |
| 1 | "Get Low" [Multimedia track]                                   | DVD      |
| 2 | "Play No Games" [Multimedia track]                             | DVD      |
| 3 | "I Don't Give A..." [Multimedia track]                         | DVD      |
| 4 | "Put Yo' Hood Up" [Multimedia track]                           | DVD      |
| 5 | "Bia' Bia'" [Multimedia track]                                 | DVD      |
| 6 | "I Like Dem Girlz" [Multimedia track]                          | DVD      |
| 7 | "Behind the Scenes with the Kings of Crunk" [Multimedia track] | DVD      |

## Critica
| Recensione su   | Giudizio |
| --------------- | -------- |
| All Music Guide | link     |